# Enfield Creek
Enfield Creek – rzeka w Stanach Zjednoczonych, w stanie Nowy Jork, w hrabstwie Tompkins. Rzeka jest jednym z dopływów Cayuga Inlet, wpada do tejże w miejscowości Ithaca. Długość cieku nie została określona, natomiast powierzchnia zlewni wynosi 79 km².